# Janie Eickhoff
Janie Eickhoff (15 juni 1970) is een voormalig Amerikaans baanwielrenster.
In 1987 werd Eickhoff tweemaal wereldkampioen bij de junioren, op de onderdelen achtervolging en sprint. Bij de senioren behaalde ze op de wereldkampioenschappen in 1991 een zilveren medaille op de achtervolging, en in 1993 en 1994 een bronzen medaille. Op het onderdeel puntenkoers haalde ze drie bronzen medailles in 1989, 1991 en 1992. 
In 1989 werd Eickhoff door de Amerikaanse wielerbond verkozen tot  Woman Amateur Cyclist of the Year.
In 1988 studeerde Eickhoff af aan de Los Alamitos High School.